# David Wood
David Wood é um apologista evangélico estadunidense.

## Infância e educação
David Wood nasceu no Estado da Carolina do Sul. Contudo, devido ao crime de tráfico de droga cometido pelo pai, a família Wood teve de se mudar para o estado da Virgínia Ocidental. David e seus irmãos viveram a sua infância num no estacionamento para roulottes (trailer park). Wood era ateu e desenvolveu a ideia de que estava acima da moralidade. Foi dentro deste quadro ético que não sentiu qualquer remorso em espancar o pai com um martelo, com a intenção de o matar. O pai sobreviveu mas David Wood foi condenado a 10 anos de prisão.
Foi na prisão que se deu a sua conversão ao cristianismo. Segundo as suas declarações, Wood conheceu um presidiário devoto chamado Randy que estava constantemente a ler a bíblia, desafiando as suas crenças e entrando mesmo numa  "batalha de jejum." Wood declarou que começou a ler a Bíblia apenas para responder às refutações de Randy, mas por se converter ao cristianismo com vinte anos em 1996.
Foi libertado em 2000 e estudou na Old Dominion University, antes de se doutorar em filosofia pela Fordham University. Em Old Dominion conheceu Nabeel Qureshi, um americano de origem paquistanesa, com quem viria a formar uma dupla de apologistas cristãos. Perante as instâncias de Nabeel para que se convertesse ao Islão, David acabou por investigar a vida de Muhammad a partir das fontes islâmicas. Compreendendo que o Islão promovia a subjugação de toda a humanidade, Wood dedicou-se à apologética do Cristianismo perante os muçulmanos. A sua atividade apologética valeu o fim da sua carreira académica, já que os estudantes muçulmanos da Fordham reagiram mal à sua atividade de apologista cristão.